# Greg Bear
Gregory Dale Bear (n. 20 august 1951, San Diego, California, SUA – d. 19 noiembrie 2022) a fost un scriitor american de science-fiction și mainstream. Lucrările sale au acoperit teme diverse cum ar fi: conflictul galactic (seria The Forge of God), universuri artificiale (seria The Way), conștiința și practici culturale (Queen of Angels) sau evoluția accelerată (Blood Music, Radioul lui Darwin și Darwin's Children).

## Biografie
Bear s-a născut în San Diego, California și a vândut prima sa povestire, "Destroyers", revistei Famous Science Fiction în 1967. El a urmat cursurile Universității San Diego între 1968–73, primind o diplomă în Arte. În 1975 s-a căsătorit cu Christina M. Nielson, de care a divorțat în 1981. În 1983 s-a căsătorit cu Astrid Anderson, fiica scriitorului SF Poul Anderson, cu care a avut doi copii, Erik și Alexandra. Ei au locuit lângă Seattle, Washington. El a fost deist.

### Cariera scriitoricească
Bear este considerat un autor de hard science fiction datorită descrierilor științifice din opera sa. La începutul carierei sale a publicat și opere artistice, printre care se numără ilustrații ale uneia dintre primele versiuni ale ghidului Star Trek Concordance și coperți ale revistelor Galaxy și F&SF.
Bear oferă deseori soluții ficționale problemelor științifice și culturale majore. De exemplu, în The Forge of God el oferă o explicație pentru paradoxul lui Fermi, pornind de la ipoteza că galaxia cuprinde potențiali prădători inteligenți, iar civilizațiile tinere pot supraviețui dacă rămân tăcute și nu le atrag atenția. În Queen of Angels, Bear studiază crima, vina și pedeapsa în cadrul societății. El își conturează aceste întrebări în jurul problemelor de conștiință și conștientizare, incluzând aici conștiința de sine a calculatoarelor foarte evoluate care comunică cu oamenii. În Radioul lui Darwin și Darwin's Children, el discută problema suprapopulării din perspectiva unei mutații în genomul uman, care duce la apariția unei noi rase umane. El ridică de asemenea roblema acceptării culturale a lucrurilor noi și inevitabile.
Una dintre temele preferate ale lui Bear o constituie realitatea raportată la observator. În Blood Music, realitatea devine instabilă pe măsură ce un număr tot mai mare de observstori - trilioane de organisme unicelulalre inteligente - urcă tot mai sus. Anvil of Stars (continuarea romanului The Forge of God) și Moving Mars postulează o fizică bazată pe schimbul de informații dintre particule, capabil să fie modificat la nivel de bit (Bear a pus această idee pe seama tratatului lui Frederick Kantor "Information Mechanics" (1967)). În Moving Mars, aceaste cunoștințe sunt folosite pentru a muta planeta Marte din sistemul solar pe o orbită din jurul unei stele îndepărtate.
Blood Music a fost publicată inițial ca povestire în 1983, fiind extinsă la dimensiunea unui roman în 1983. Aceasta este prima povestire SF care descrie mașinării medicale microscopice (nanotehnologie) și tratează ADN-ul ca pe un sistem computerizat care poate fi reprogramat. În operele ulterioare, începând cu Queen of Angels și continuând cu /, Bear oferă o descriere detaliată a unei societăți nanotehnologice din viitorul apropiat, în timp ce în Heads apare prima descriere a unui așa-numit "calculator logic cuantic", iar în Moving Mars este descrisă dezvoltarea conștiinței de sine a unor inteligențe artificiale. Personajul Jill a fost în parte inspirat de calculatorul conștient de sine Mycroft HOLMES din Luna e o doamnă crudă a lui Robert A. Heinlein.
Operele mai recente cum sunt Radioul lui Darwin și Darwin's Children se limitează la faptele cunoscute din biologia moleculară a virusurilor și din teoria evoluționistă. Ideile speculative sunt introduse cu o asemenea rigurozitate și disciplină, încât romanul Darwin's Radio a fost lăudat în publicația științifică Nature.
Bear, Gregory Benford și David Brin au scris o trilogie-preludiu la faimoasa serie a Fundației creată de Isaac Asimov, Bear contribuind cu romanul din mijloc.
Deși cea ma mare parte a operei lui Bear este science fiction, Songs of Earth and Power aparține clar genului fantasy, iar Psychlone genului horror. În ceea ce privește Dead Lines, care se află la lmita dintre SF și fantasy, Brin a descris-o ca fiind un "basm tehnologic". Bear a primit multe premi, printre care se numără cinci distincții Nebula și două Hugo.

## Viața personală
Pe 22 noiembrie 2002, Bear a suferit un accident vascular cerebral. Soția sa Astrid a declarat pe 18 noiembrie că autorul este inconștient, sunt șanse slabe să-și revină și urmează să fie scos de pe suportul vital⁠(d) în câteva zile. După ce a fost deconectat de la aparate, Bear a respirat singur timp de două ore, iar apoi a încetat din viață pe 19 noiembrie.

### Romane

#### Serii

##### Darwin
- Darwin's Radio (1999) - a câștigat premiul Nebula și a fost nominalizat la premiul Hugo, premiul Locus SF și premiul John W. Campbell în 2000[18]

ro. Radioul lui Darwin - editura Trei 2015
- Darwin's Children (2003) - a fost nominalizat la premiul Locus SF, premiul Arthur C. Clarke și premiul John W. Campbell în 2004[19]

##### The Forge of God
- The Forge of God (1987) - a fost nominalizat la premiul Hugo și premiul Locus SF în 1988;[20] a fost nominalizat la premiul Nebula în 1986[21]
- Anvil of Stars (1992)

##### Songs of Earth and Power
- The Infinity Concerto (1984) - a fost nominalizat la premiul Locus Fantasy în 1985[22]
- The Serpent Mage (1986)
- Songs of Earth and Power (1994) - adună laolaltă The Infinity Concerto și The Serpent Mage

##### Quantum Logic
- Quantico (2005)

ro. Quantico - editura Tritonic, 2008
- Mariposa (2009)
- Queen of Angels (1990) - a fost nominalizat la premiul Hugo, premiul Locus și premiul John W. Campbell în 1991[23]
- / (cunoscut și sub titlul Slant; 1997) - a fost nominalizat la premiul John W. Campbell în 1998[24]
- Heads (1990)
- Moving Mars (1993) - a câștigat premiul Nebula și a fost nominalizat la premiile Hugo, Locus SF și John W. Campbell în 1994[25]

##### Calea
- Eon (1985) - a fost nominalizat la premiul Arthur C. Clarke în 1987[26]

ro. Eon - editura Trei, 2013
- Eternity (1988)

ro. Eternitate - editura Nemira, 1995
- Legacy (1995) - a fost nominalizat la premiul Locus în 1996[27]
- The Way of All Ghosts (1999)

#### Serii ale altor autori

##### Seria Fundația
- Foundation and Chaos (1998) - a doua carte din A doua trilogie a Fundației)

ro. Fundație și Haos - editura Teora, 2002

##### Man-Kzin Wars
- The Man Who Would Be Kzin (1991) - cu S.M. Stirling

##### Halo
- Cryptum (2011) - trilogia Forerunner, cartea 1

##### Star Trek: The Original Series
- Corona (1984)

##### Războiul stelelor
- Rogue Planet (2000)

ro. Planeta adormită - editura Amaltea, 2002

#### Alte romane
- Psychlone (1979)
- Hegira (1979)
- Beyond Heaven's River (1980)
- Strength of Stones (1981)
- Blood Music (1985) - a fost nominalizat la premiul Hugo și premiul memorial John W. Campbell în 1986[21], premiul British Science în 1986;[21] și premiul Nebula în 1985 [22]
- Sleepside Story (1988)
- New Legends (1995)
- Dinosaur Summer (1998) - a câștigat premiul Endeavour în 1999
- Country of the Mind (1998)
- Vitals (2002) - a fost nominalizat la premiul memorial John W. Campbell în 2003[28]
- Dead Lines (2004)
- City at the End of Time (2008)[29][30] - a fost nominalizat la premiul Locus și premiul Campbell în 2009[31])
- Hull Zero Three (2010)
- The Mongoliad (2010[32])

### Culegeri de povestiri
- The Wind from a Burning Woman (1983)
- Early Harvest 1988
- Tangents (1989)
- The Venging (1992)
- Bear's Fantasies (1992)
- W3 Women in deep time (2003)
- Sleepside: The Collected Fantasies 2005